# 尾原和啓
尾原 和啓（おばら かずひろ、Kazuhiro Obara、1970年 - ）は、日本の執筆家・IT批評家。インドネシア・バリ島に在住する傍ら、Fringe81執行役員や経産省対外通商政策委員、産業総合研究所人工知能センターアドバイザーも務める。グロービス経営大学院「テクノベートMBA」特別講座講師、BBT大学「ITビジネスの戦い方」講師。

## 来歴
1970年、大阪府生まれ。灘高等学校、京都大学工学部数理工学科を経て、京都大学大学院工学研究科応用システム科学専攻修士課程を修了後、マッキンゼー・アンド・カンパニーに入社しNTTドコモの「iモード」立ち上げを支援。その後、リクルートに転じ、ネットベンチャーのケイ・ラボラトリー（現：KLab、取締役）、サイバード、オプト、Google、楽天の執行役員を経て現職。楽天が11回目、 Fringe81（フリンジ81）が12回目の転職になる。人と企業が信頼関係を築きながら仕事に応じて雇用関係を結ぶ新しい働き方を実践。ボランティアで「TEDカンファレンス」の日本オーディション、「Burning Japan」にも従事。内閣府新AI戦略検討、経産省　対外通商政策委員等を歴任。NHK「令和ネット論」にて「DX」「メタバース・NFT」「ChatGPT」を解説。

## 人物
- 親子三代、医者という家庭で育つ。人が価値だと思ってないことを見つけることに関心があった。小学生の頃は、周りの子供たちを集め、見つけて来た空き瓶の数を競わせ、一番の子に安いお菓子をあげるというゲームを作って、空き瓶を売った金額との差額をもらっていた。大学生時には、中古車販売や家庭教師の斡旋を行うなどしていた[9]。
- 阪神・淡路大震災時は避難所でボランティア活動でボランティアの人々や支援物資のマッチングを行う。この出来事がきっかけで「プラットフォーム」に興味を持つ[10]。

## 著書

### 単著
- 『ITビジネスの原理』（NHK出版、2014年1月28日）
  - 糸井重里は「とても親切なまとめとしておもしろかった」とTwitter上でコメント[11]。
  - Kindle総合1位、年間ランキングビジネス書2年連続Top10( 2014年7位、15年8位）[12]。
- 『ザ・プラットフォーム―ＩＴ企業はなぜ世界を変えるのか？』（NHK出版、2015年6月9日）
  - 孫泰蔵は「ここに書かれているものよりも優れたものを見たことがないと断言できるくらい、この後来たる未来が論理的かつ具体的に描かれています。」とFacebook上でコメント[13]。
  - amazonのビジネスとITカテゴリでベストセラー1位、kindle総合1位を獲得[14]。
- 『稼ぐために働きたくない世代の解体書－モチベーション革命』（News picks×幻冬舎、2017年9月30日）
- 『どこでも誰とでも働ける――12の会社で学んだ“これから”の仕事と転職のルール』（ダイヤモンド社、2018年4月18日）
- 『アルゴリズム フェアネス もっと自由に生きるために、ぼくたちが知るべきこと』（KADOKAWA、2020年1月31日）
- 『ネットビジネス進化論: 何が「成功」をもたらすのか』（NHK出版、2020年）
- 『あえて数字からおりる働き方 個人がつながる時代の生存戦略』（SBクリエイティブ、2020年）
- 『プロセスエコノミー　あなたの物語が価値になる』（幻冬舎、2021）
- 『激変する世界で君だけの未来をつくる4つのルール』（大和書房、2023）

### 共著
- 『静かなる革命へのブループリント この国の未来をつくる7つの対話』落合陽一他7名共著（河出書房新社、2014年）
- 『アフターデジタル オフラインのない時代に生き残る』森井保文共著（日経BP、2019年3月23日）
- 『ディープテック 世界の未来を切り拓く「眠れる技術」』丸幸弘共著（日経BP、2019年9月20日）
- 『仮想空間シフト』山口周共著（エムディエヌコーポレーション、2020）
- 『スケールフリーネットワーク ものづくり日本だからできるDX』島田 太郎共著（島田 太郎、2021）
- 『DX進化論 つながりがリブートされた世界の先』山口周他1名共著（エムディエヌコーポレーション、2021）
- 『ダブルハーベスト 勝ち続ける仕組みをつくるAI時代の戦略デザイン』堀田創共著（ダイヤモンド社、2021）
- 『努力革命 ラクをするから成果が出る！ アフターGPTの成長術』伊藤羊一共著（幻冬舎、2024）
- 『アフターAI　世界の一流には見えている生成AIの未来地図』シバタナオキ共著（日経BP、2025）

## 出演

### テレビ
- ニッポンのジレンマ『ビッグデータのジレンマ大研究＠秋葉原』（2015年7月25日）
- フジテレビ『ホウドウキョク〜ビジネスのキモ』（2016年4月7日）
- TOKYO MX モーニングCROSS」にゲスト出演（2016年11月14日）

### 新聞
- 公明新聞（2014年5月5日）
- 朝日新聞 夕刊別冊「be」（2014年5月19日）
- クーリエ・ジャポン（2014年5月24日）

### 雑誌
- 月刊PC-Webzine 3月号 Book Review（2014年2月25日）
- 週刊アスキー（2014年2月10日）
- 『ダ・ヴィンチ』4月号 この本にひとめ惚れ（2014年3月6日）
- 『潮 4月号』書評（2014年3月5日）
- 日経コンピュータ 書評（2014年3月20日）
- 日経コミュニケーション 4月号（2014年4月1日）
- 出版ニュース 4月号（2014年4月7日）
- Wired（2015年7月14日）
- 日経ビジネス 特集「社畜卒業宣言」掲載（2015年8月3日）
- 週刊文春（2015年12月24日号）「FAILING FAST」書評掲載
- 日経ビジネス（2016年3月7日）
- スタジオジブリ出版「『熱風』小冊子 4月号 〜日本に定着するラインと、世界に広がるメッセージアプリ〜」（2016年4月8日）
- スタジオジブリ出版「『熱風』小冊子 8月号に掲載（2016年8月10日）

### ラジオ
- 宇野常寛のオールナイトニッポン0 (ZERO)（2014年1月31日）
- 文化放送「ロンドンブーツ1号2号田村淳のNewsCLUB」に出演（2015年8月3日）
- TOKYO FM「未来授業」に出演（2015年9月28日）
- NHK 「マイあさラジオ」
  - 『社会の見方・私の視点』にレギュラー出演（2016年4月27日）
  - 『どこでも働けるリモートワーク、新しくてじきに普通になる生き方』にレギュラー出演（2016年8月30日）
- 渋谷のラジオ「出会いの渋谷」に出演（2016年7月13日）
- J-WAVE「THE HANGOUT」に出演（2016年9月12日、2016年5月9日）
- ハイパー起業ラジオ（2023年12月 - ）

### Webメディア
- 東京IT新聞（2014年2月23日）[15]
- Career Hack
  - 情報は独占するな、ギブし続けろ。ITプラットフォーム野郎・尾原和啓の生き方［前編］（2015年7月15日）
  - バリ島移住→六本木にロボット出勤。ITプラットフォーム野郎・尾原和啓の生き方［後編］（2015年7月15日）
- 東洋経済ONLINE
  - フェイスブックは「人間関係のOS」になった（2015年7月27日）
- 日経ビジネスオンライン
  - 「バリ島より愛を込めて 超サラが先取りする「社畜消滅」後の働き方」（2015年8月7日）
- 日経ビジネスDIGITAL
  - 「ネット時代の生き方革命 アマゾンは あなたの敵なのか？」（2016年3月7日）
- DIAMOND ハーバード・ビジネス・レビュー 対談：尾原和啓（Fringe81執行役員）×篠田真貴子（東京糸井事務所CFO）
  - 転職11回。会社から得たいのはお金でなく、自分の成長2015年7月27日
  - 会社を辞めた後もgiveし続ける2015年07月31日
- 日刊ゲンダイ「ザ・プラットフォームIT企業はなぜ世界を変えるのか？」
- ニコニコ超会議2016
  - 「人工知能は空気を読めるのか？A.Iの限界から考える未来」に落合陽一と共に登壇
- ピースオブケイク「note」に掲載（2016年7月27日）